# Le sette chiavi di Balabad
Le sette chiavi di Balabad (The Seven Keys of Balabad) è un romanzo di Paul Haven di genere avventura/fantasy pubblicato nel maggio 2011, rivolto ai ragazzi tra i 10 e 15 anni.
In Italia il libro è stato pubblicato dalla casa editrice Piemme nella collana "Il battello a vapore" e tradotto da Simona Mambrini.

## Edizioni
- Paul Haven, Le sette chiavi di Balabad, traduzione di Simona Mambrini, Piemme, 2011,  p. 320, ISBN 978-88-566-0472-6.